# Daniel Gürschner

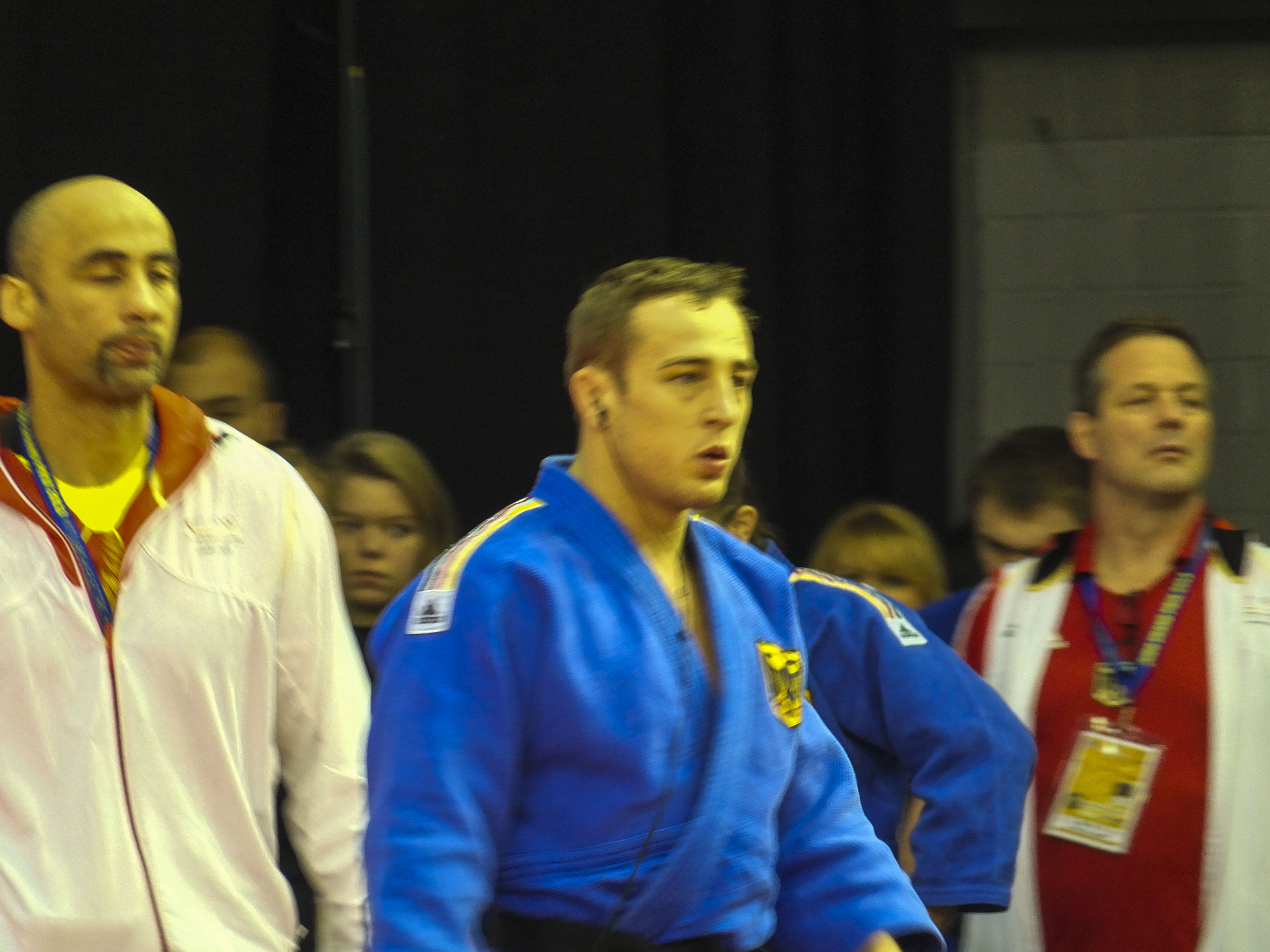
Daniel Gürschner (links) als Bundestrainer beim Grand Prix in Düsseldorf 2013

Daniel Gürschner (* 27. Februar 1973 in Altdöbern) ist ein ehemaliger deutscher Judoka und heutiger Judotrainer. Als aktiver Sportler wurde er 1998 Europameister und 2000 Zweiter der Europameisterschaften.

## Karriere als aktiver Sportler
Der 1,88 m große Daniel Gürschner kämpfte im Halbschwergewicht, der Gewichtsklasse bis 95 Kilogramm und ab 1998 bis 100 Kilogramm. 1993 gewann er die Junioreneuropameisterschaften.
1996 gewann er seinen ersten deutschen Meistertitel, Anfang 1997 siegte er beim Weltcupturnier in Paris. Acht Monate später fanden in Paris die Weltmeisterschaften 1997 statt. Gürschner bezwang im Viertelfinale den Israeli Ariel Zeevi. Nach seiner Halbfinalniederlage gegen den Polen Paweł Nastula unterlag Gürschner im Kampf um Bronze dem Franzosen Ghislain Lemaire. Bei den Europameisterschaften 1998 in Oviedo gewann Gürschner bereits im Achtelfinale gegen Lemaire. Mit Siegen über den Ungarn Antal Kovács und den Russen Juri Stjopkin erreichte Gürschner das Finale und gewann den Titel gegen den Rumänen Radu Ivan. Im Jahr darauf bei den Europameisterschaften 1999 in Bratislava erreichte er das Halbfinale mit Siegen über Antal Kovács, den Weißrussen Ihar Makarau und den Litauer Gintaras Ambraska. Im Halbfinale unterlag er Paweł Nastula und im Kampf um Bronze dem Russen Alexander Michailin. Bei den Weltmeisterschaften 1999 in Birmingham erreichte er das Viertelfinale mit Siegen über Antal Kovács und den Italiener Luigi Guido. Im Viertelfinale verlor er gegen den Südkoreaner Jang Sung-ho und schied dann in der Hoffnungsrunde gegen den Kanadier Nicolas Gill aus.
Bei den Europameisterschaften 2000 in Breslau bezwang Gürschner im Viertelfinale Ihar Makarau und im Halbfinale den Portugiesen Pedro Soares. Im Finale unterlag er Juri Stjopkin. Die Olympischen Spiele in Sydney waren für Gürschner nach 4:52 Minuten gegen den Brasilianer Mario Sabino zu Ende. Bei den Europameisterschaften 2001 in Paris  bezwang Gürschner Ihar Makarau im Achtelfinale und verlor gegen Ghislain Lemaire im Viertelfinale. In der Hoffnungsrunde schlug er Antal Kovács und Radu Ivan, verlor aber im Kampf um Bronze gegen den Georgier Iveri Jikurauli. 2002 siegte Gürschner zum zweiten Mal nach 1996 bei den Deutschen Meisterschaften. 2003 trat Gürschner noch einmal bei den Europameisterschaften in Düsseldorf an und unterlag im Viertelfinale gegen Jikurauli. In der Hoffnungsrunde schlug er den Tschechen Tomás Kobza und den Österreicher Franz Birkfellner, den Kampf um Bronze verlor er gegen Ihar Makarau.

## Karriere als Trainer
Daniel Gürschner wurde nach seiner aktiven Laufbahn Judotrainer. Unter anderem war er fünf Jahre Heimtrainer von Andreas Tölzer. Später war er beim Deutschen Judo-Bund für die Altersklasse U23 zuständig. Seit 2024 ist er Nationaltrainer Norwegens.